# Mais de Ti
Mais de ti é um álbum de estúdio do cantor gospel Marcos Góes, lançado pela Line Records em 1999

## Faixas
1. Pra onde Eu Irei
2. O Maior dos Pecadores
3. Na Sombra das Tuas Asas
4. Perdido
5. Em Deus Sou Mais Feliz
6. Eterno de Poder
7. Se Permanecerdes em Mim -
8. Mais de Ti
9. Ensina-me Oh Deus
10. Ainda que a Figueira não Floresça
11. Te Amo meu Jesus
12. Perdão Senhor